# Sandro Hersel
Sandro Hersel (* 26. März 1985 in Spremberg) ist ein deutscher Politiker (AfD). Von 2016 bis 2021 war er Mitglied im Landtag Mecklenburg-Vorpommern.

## Leben
Hersel wurde 1985 in der Lausitz geboren. Er studierte und wurde Mitglied der Burschenschaft Markomannia Aachen Greifswald und der Aachen-Dresdener Burschenschaft Cheruscia. Aus letzterer Burschenschaft schied er später wieder aus. Von seinen Mensuren trug er deutlich sichtbare Schmisse davon. Seit 2008 wohnt Hersel in Greifswald. Er ist ausgebildeter Steuerfachangestellter.
Hersel war Mitglied der CDU. Er engagiert sich seit April 2013 für die AfD und war Vorsitzender des Kreisverbandes Vorpommern-Greifswald. Er war auch Vorstandsmitglied und Schatzmeister der AfD Mecklenburg-Vorpommern.
2016 bis 2021 gehörte Hersel dem siebten Landtag von Mecklenburg-Vorpommern an. Er wurde über die Landesliste in den Landtag gewählt. Hersel trat für den Landtagswahlkreis Mecklenburgische Seenplatte I – Vorpommern-Greifswald I an und erreichte dort 25,1 % der Erststimmen. Zur Landtagswahl 2021 trat er allerdings nicht erneut in diesem Wahlkreis an.

## AfD-Chatprotokolle
Im August 2017 wurden Protokolle eines Chats unter AfD-Mitgliedern bekannt, unter denen auch Sandro Hersel war. In diesen Protokollen, deren Veröffentlichung zum Rücktritt von AfD-Vizefraktionschef im Landtag Mecklenburg-Vorpommern Holger Arppe führte, schrieb Hersel in einer Diskussion über brennende Flüchtlingsheime: „Brennende Flüchtlingsheime sind kein Akt der Aggression, sondern eine Akt der Verzweiflung gegen Beschlüsse von oben.“ Anlässlich geplanter Blockaden von linken Aktivisten bei einem AfD-Parteitag kommentierte Hersel: „Da werden wir uns den Weg wohl freischießen müssen.“
Gegen mehrfache weitere gewaltverherrlichende Phantasien gegen politische Gegner, die von Arppe und anderen Mitgliedern des Chats geäußert wurden, erhob Hersel laut der Protokolle keinen Widerspruch, sondern reagierte nicht.